# Cmentarz wojenny nr 310 – Leszczyna
Cmentarz wojenny nr 310 – Leszczyna – cmentarz z I wojny światowej we wsi Leszczyna w województwie małopolskim, w powiecie bocheńskim, w gminie Trzciana. Jeden z 400 zachodniogalicyjskich cmentarzy wojennych zbudowanych przez Oddział Grobów Wojennych C. i K. Komendantury Wojskowej w Krakowie. Z tej liczby w okręgu bocheńskim cmentarzy jest 46.

## Opis cmentarza
Cmentarz znajduje się przy cmentarzu parafialnym w Leszczynie, w odległości około 230 m od skrzyżowania drogi drogi wojewódzkiej 966 z droga do Królówki. Stanowi odrębną kwaterę położoną w lesie, w odległości około 100 m od cmentarza parafialnego. Zaprojektowany został przez Franza Starka. Zachowany i utrzymany jest w bardzo dobrym stanie. Zajmuje powierzchnię około 2200 m². Otoczony jest murem z kamienia łamanego. Mur przykryty jest betonowym daszkiem. Wejście do cmentarza prowadzi przez kamienną bramę zamykaną dwuskrzydłowymi, żeliwnymi wrotami. Na wprost wejścia w 2/3 długości cmentarza znajduje się kamienna kaplica kryta gontem z napisem w języku niemieckim: BEWAHRT DIE TUGENDEN, DIE KRIEGES NOT SO LEUCHTEND HAT ERWECKT, JHR LEBENDEN – UND WIR, DES KRIEGES OPFER, SEGNEN JHN. W tłumaczeniu na język polski: „Zachowajcie cnoty, które wojenna potrzeba ukazała tak jasno. Wy żyjący – i my, ofiary wojny, błogosławimy je.” Na mogiłach są metalowe krzyże osadzone na betonowych cokołach. Jest kilka rodzajów krzyży:
- duże, żeliwne, ażurowe z pojedynczym ramieniem poprzecznym (łacińskie)
- duże, żeliwne, ażurowe z podwójnym ramieniem poprzecznym (lotaryńskie)
- mniejsze łacińskie
- mniejsze lotaryńskie, wykonane z płaskowników żelaznych

Są też betonowe stele, na których zamontowano żeliwną tablicę z wytłoczonymi nazwiskami pochowanych żołnierzy.

## Pochowani
Znajduje się na nim 6 grobów pojedynczych oraz 129 zbiorowych. Pochowano w nich 865 żołnierzy poległych w 1914 oraz do maja 1915 roku:
- 600 Rosjan m.in.:
  - Makar Zajeczow z 220 Skopińskiego Pułku Piechoty
  - 46 nieznanych żołnierzy z 71 Bielowskiego Pułku Piechoty (71-й пехотный Белевский полк)
  - 45 nieznanych żołnierzy z 173 Pułku Piechoty
- 117 Austriaków z 23 IR 30 IR, 58 IR, 95 IR, K.U.K.T. J.R. 3, K.U.K. F.J.B. 14, K.U.K. F.J.B. 16.
- 148 Niemców m.in. z 218 Pruskiego Rezerwowego Pułku Piechoty (Reserve Infanterie-Regiment (Preußische) Nr 218)[3].

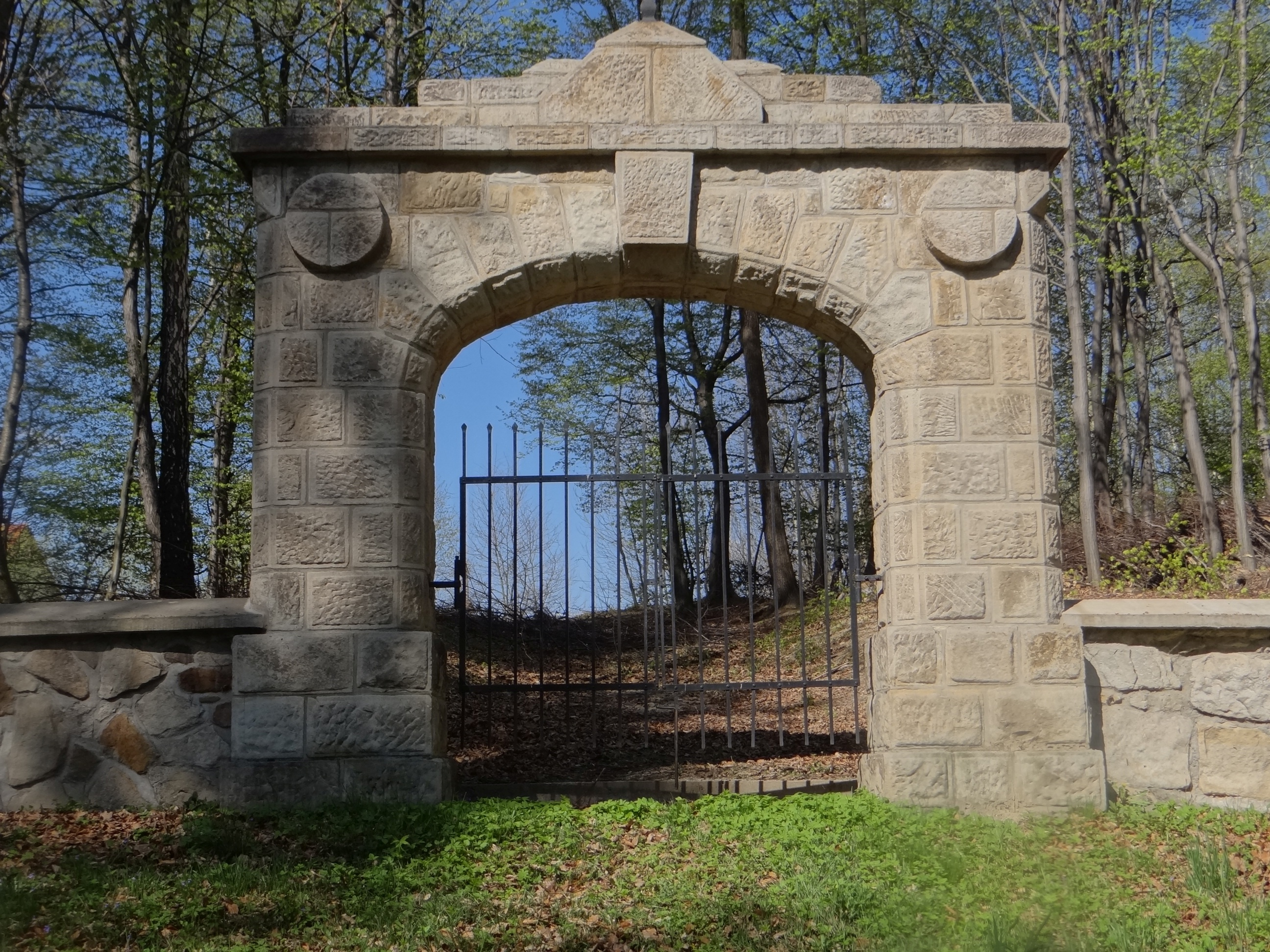
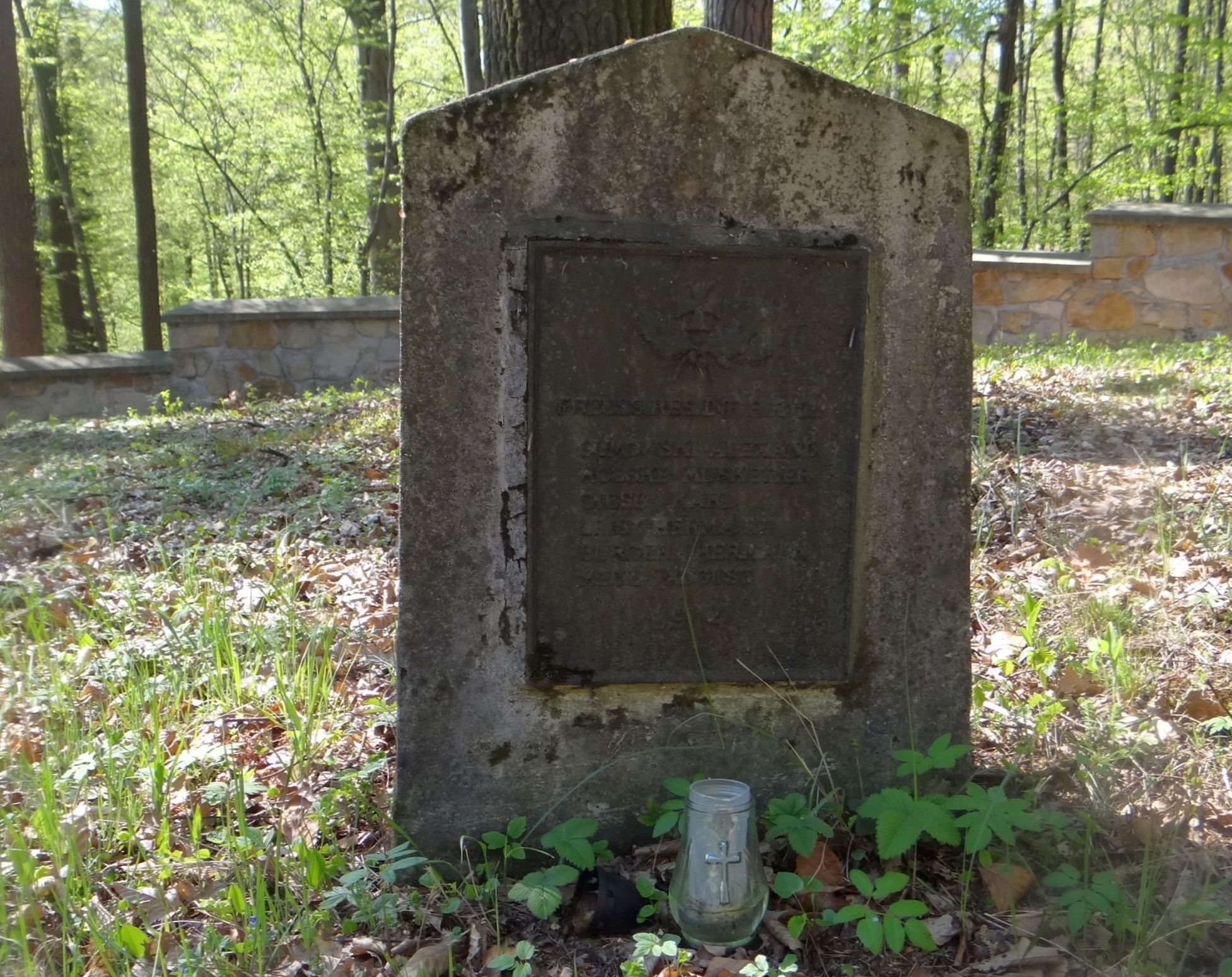
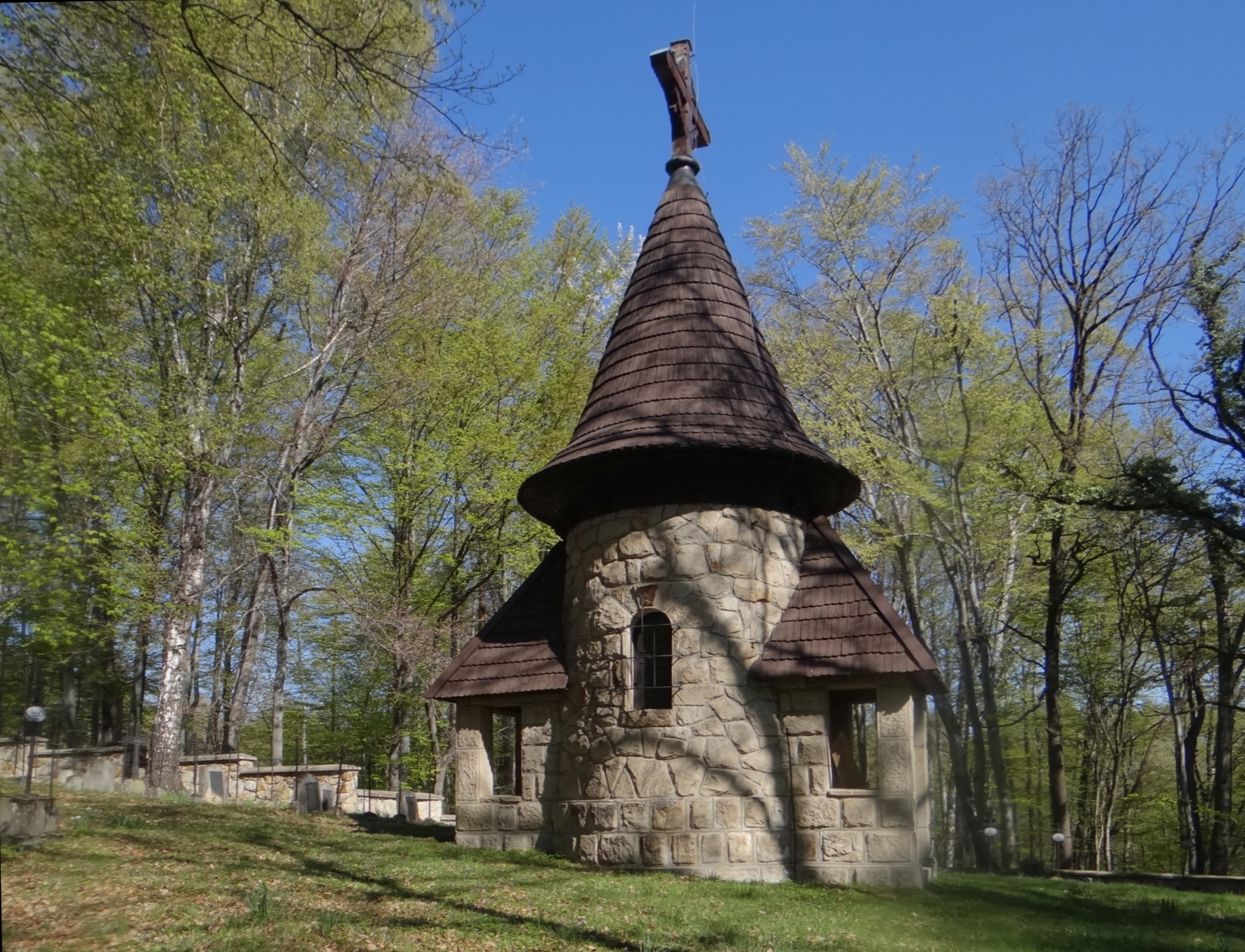
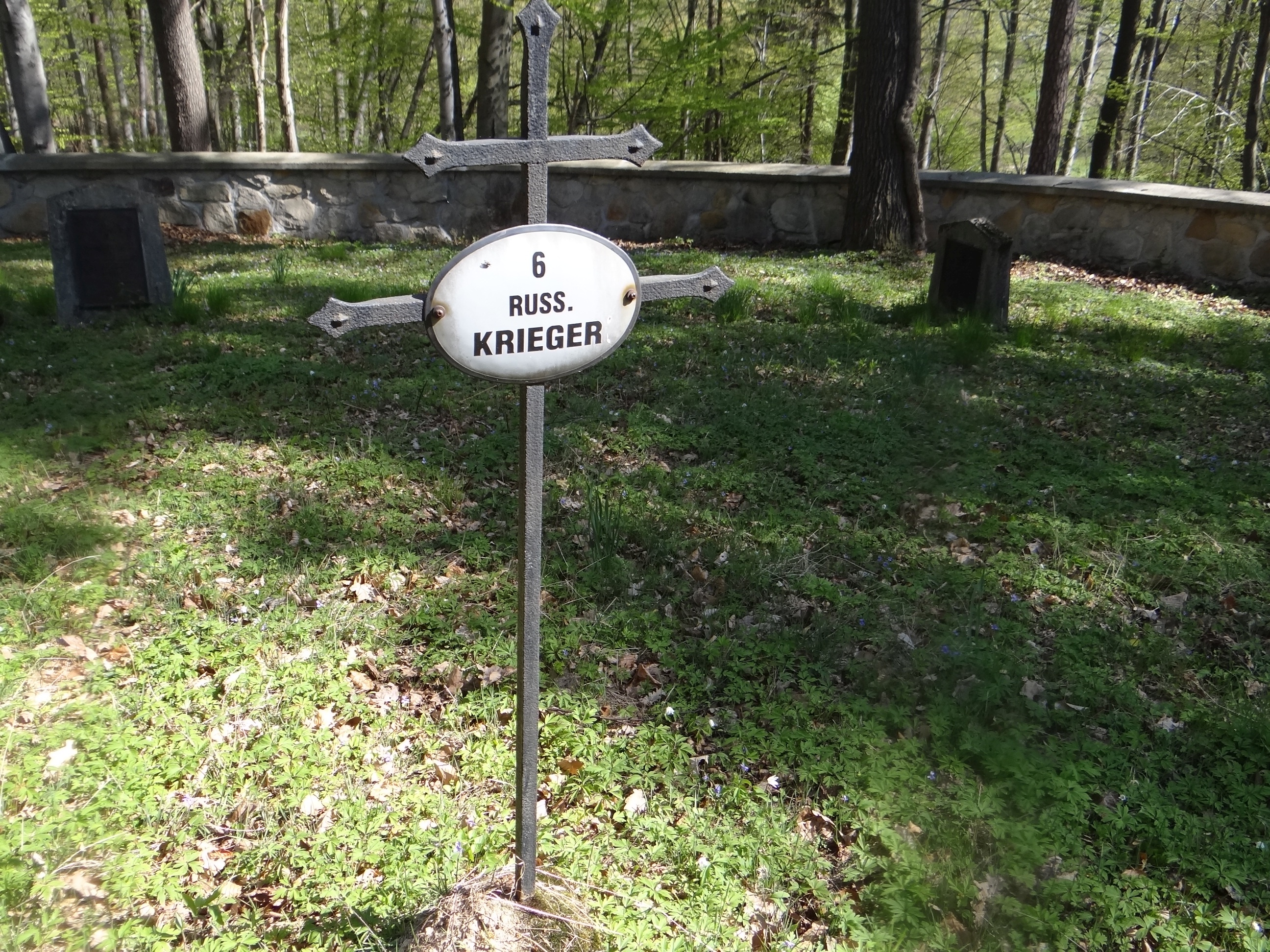
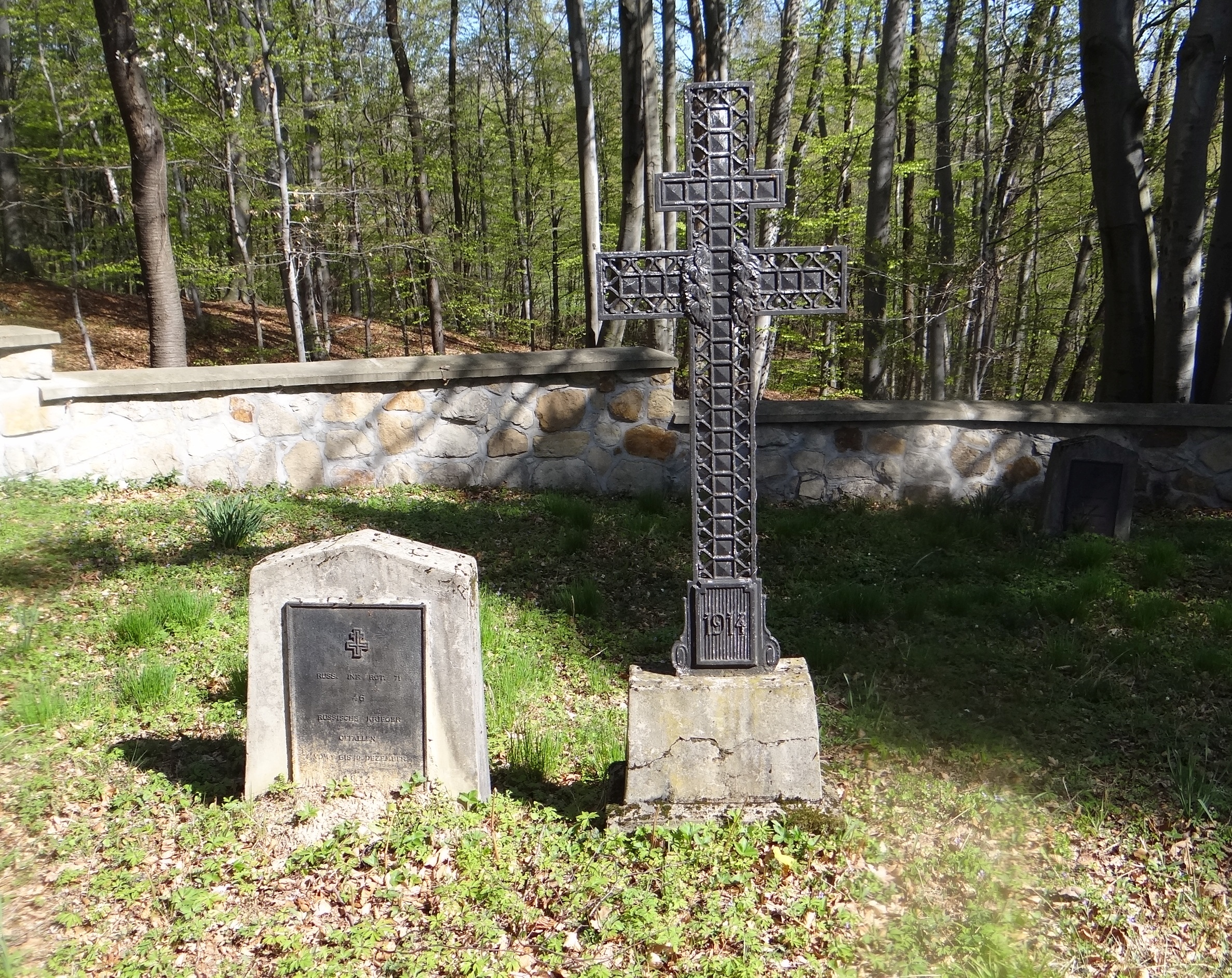
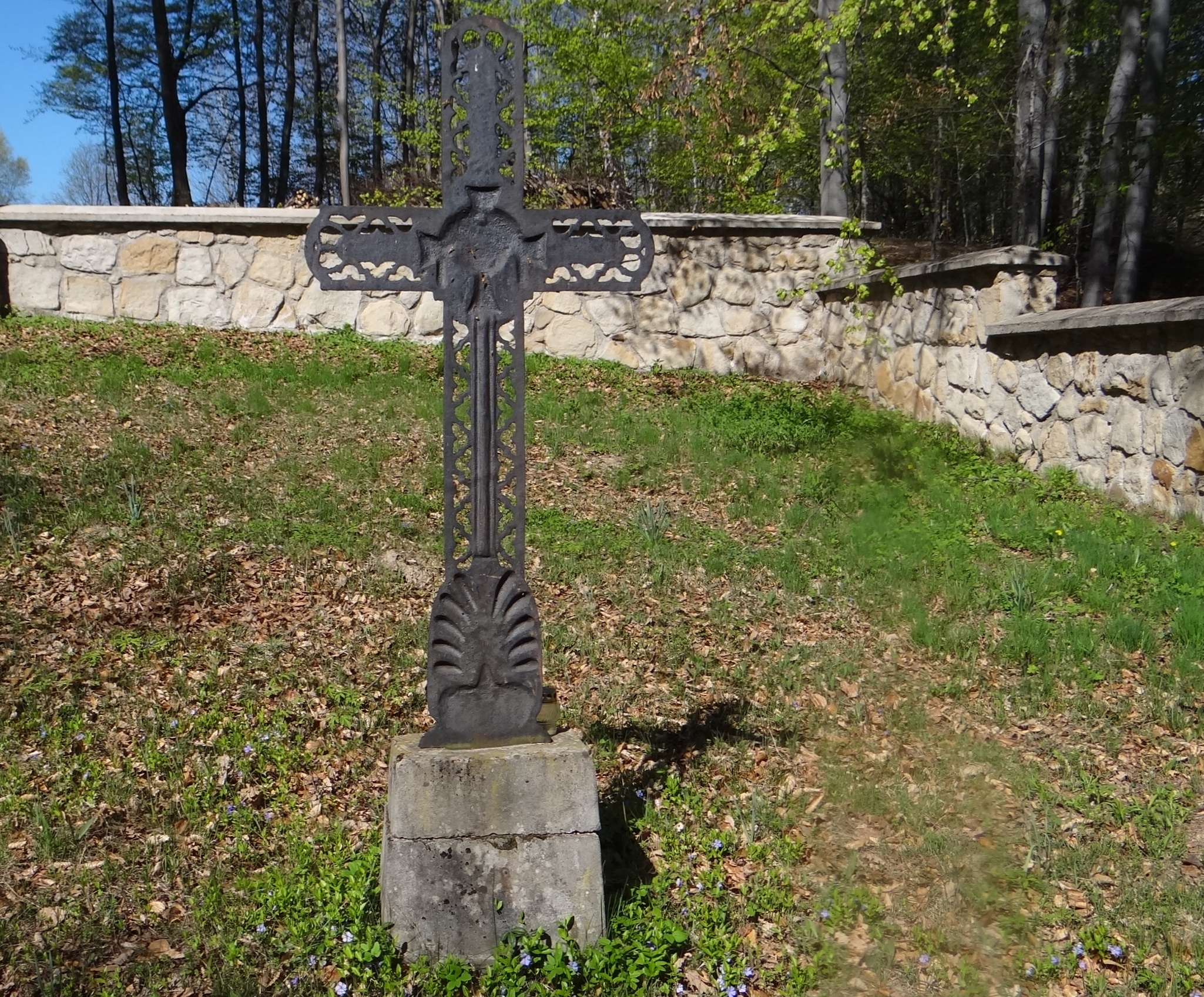
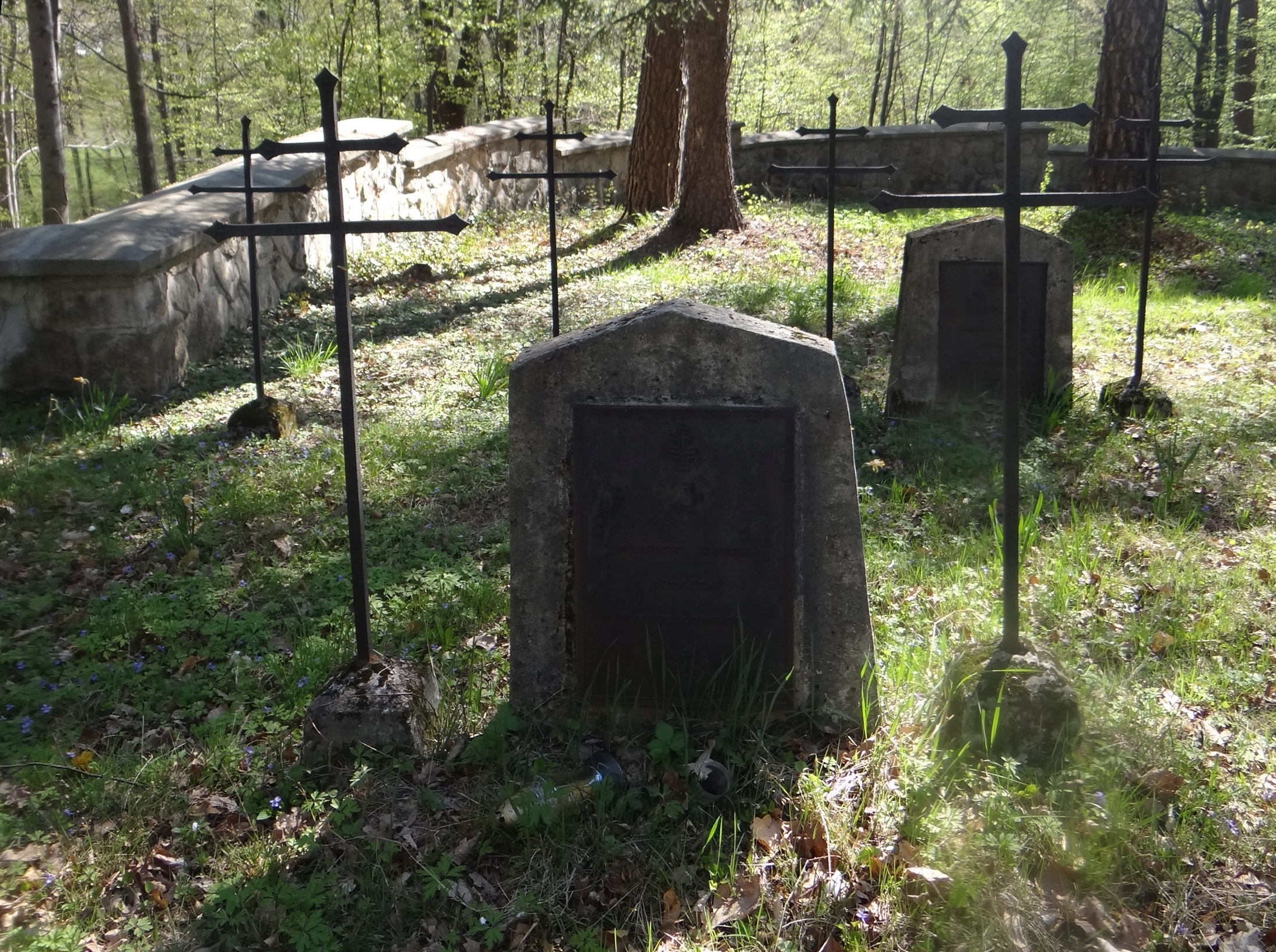
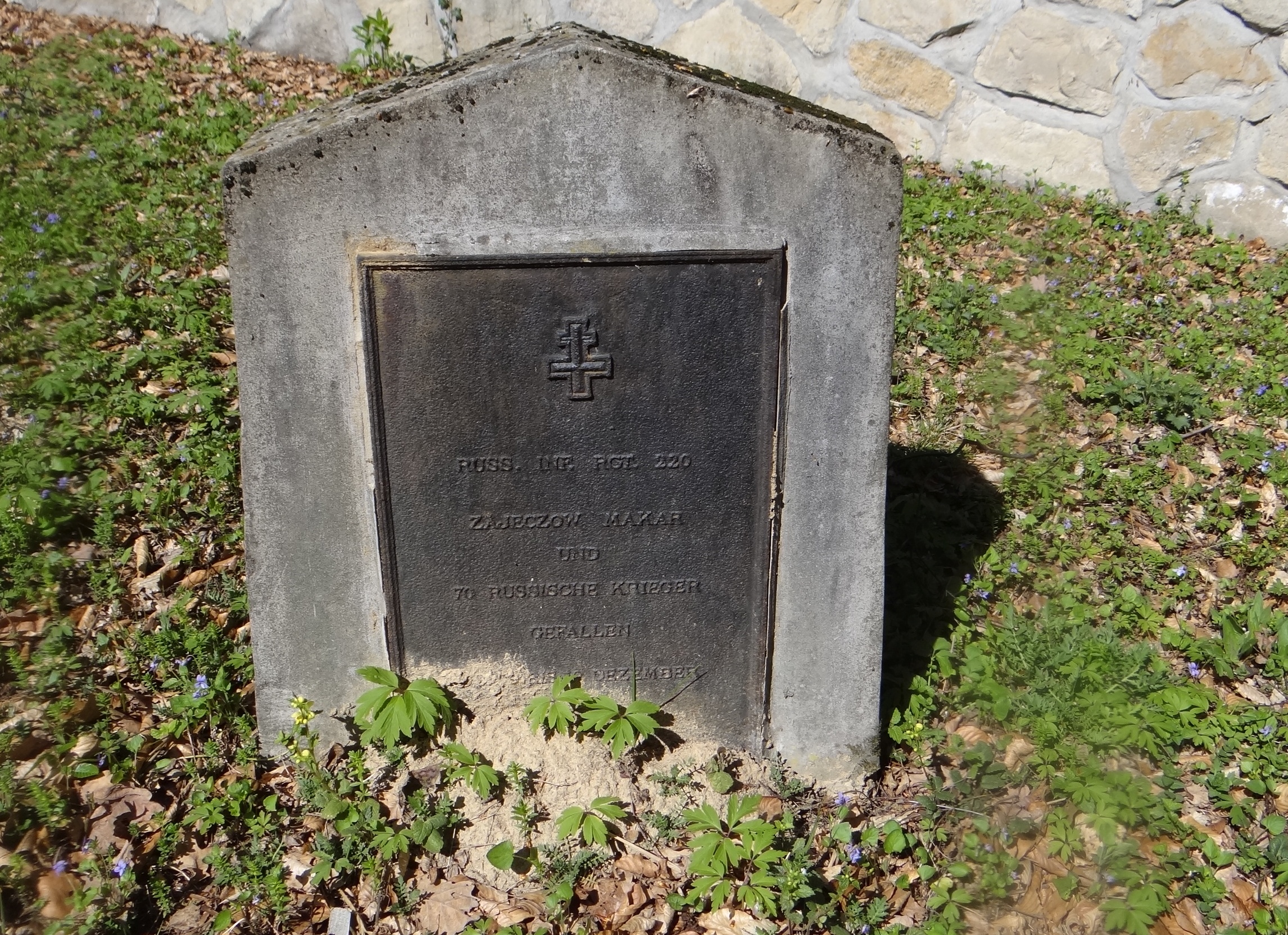